# Hal Rogers

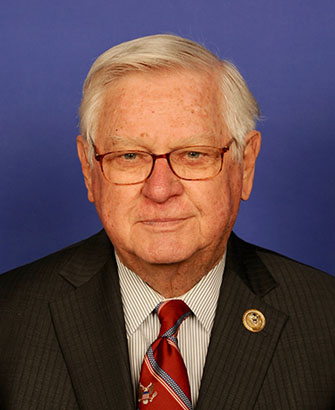
Hal Rogers (2018)

Harold Dallas „Hal“ Rogers (* 31. Dezember 1937 in Barrier, Kentucky) ist ein US-amerikanischer Politiker der Republikanischen Partei. Seit 1981 vertritt er den fünften Distrikt des Bundesstaats Kentucky im US-Repräsentantenhaus. Seit dem 18. März 2022 ist Rogers der dienstälteste amtierende Abgeordnete im Repräsentantenhaus (Dean of the House).

## Werdegang
Hal Rogers besuchte zunächst die Wayne County High School in Monticello. Danach studierte er bis 1957 an der Western Kentucky University in Bowling Green. Daran schloss sich bis 1962 ein weiteres Studium an der University of Kentucky in Lexington an, das er 1962 mit einem Bachelor of Arts beendete. Danach erlangte er dort 1964 noch einen Bachelor of Laws (LL. B.). Zwischen 1956 und 1963 war er Mitglied der Nationalgarde von Kentucky und North Carolina, zuletzt als Staff Sergeant. Nach seiner 1964 erfolgten Zulassung als Rechtsanwalt begann er in diesem Beruf zu arbeiten. Zwischen 1969 und 1980 war Rogers Staatsanwalt im Pulaski County und im Rockcastle County.
Hal Rogers ist in zweiter Ehe verheiratet. Er hat aus erster Ehe mit der 1995 verstorbenen Shirley Rogers drei Kinder.

## Politische Karriere
Rogers wurde Mitglied der Republikanischen Partei. Zwischen 1976 und 2008 nahm er als Delegierter an allen Republican National Conventions teil. Bei den Kongresswahlen des Jahres 1980 wurde er im fünften Kongresswahlbezirk von Kentucky in das US-Repräsentantenhaus in Washington, D.C. gewählt, wo er am 3. Januar 1981 die Nachfolge von Tim Lee Carter antrat. Nachdem er bei allen folgenden zwanzig Wahlen, einschließlich der des Jahres 2024, jeweils bestätigt wurde, kann er sein Mandat bis heute ausüben. Bei den Wahlen 1986, 1988, 2016 und 2024 trat kein Gegenkandidat an, und er wurde mit jeweils 100 % gewählt. Nachdem Don Young am 18. März 2022 im Amt gestorben war, wurde Rogers dienstältester Abgeordneter des Repräsentantenhauses und somit Dean of the House. Seit dem 3. Januar 2025 ist er auch der an Lebensjahren älteste stimmberechtigte Abgeordnete. Seine aktuelle, insgesamt 23., Legislaturperiode im Repräsentantenhaus des 119. Kongresses läuft noch bis zum 3. Januar 2027.

### Ausschüsse
Rogers ist aktuell Mitglied in folgenden Ausschüssen des Repräsentantenhauses:
- Committee on Appropriations
  - Commerce, Justice, Science, and Related Agencies
  - Defense
  - State, Foreign Operations, and Related Programs

Rogers war während der Republikanischen Mehrheit Vorsitzender des Bewilligungsausschusses (Committee on Appropriations).